# Yvo Gaukes
Yvo Gaukes latino: Yvonis; anche Yves, Ivo (1660 – 1738) è stato un medico tedesco.
Residente a Emden, fu uno dei più eminenti iatromatematici del suo tempo.
Nella sua pubblicazione teorica più nota, la Dissertatio de medicina ad certitudinem mathematicam evehenda (del 1712), sviluppò una teoria medica lungo il filone del cartesianesimo, proponendo dimensioni e forme per i componenti principali dei quattro umori sulla base di considerazioni filosofiche.
Gaukes rese popolare l'uso della Species Lignorum, una variante dei numerosi estratti di legno di guaiacum che avevano trovato impiego nella cura della sifilide sin dalla fine del XVI secolo.
La maggior parte delle sue opere di medicina furono pubblicate a Groninga e Amsterdam e si limitarono a reportistiche di casi clinici.

## Opere
- Disputatio medica inauguralis de epilepsia (1695)
- Yvonis Gaukes (1700). Praxis chirurgico-medica, experimentis propriis, iisque infinitis, viginti sex annorum spatio, et quod excurrit, magno negotio collecta in qua morborum qui, ob vitia soccorsorum sanguinem antecedentium et ipsius quoque sanguinis contingunt, causae, phaenomena atque curationes... describuntur
- Praxis medico-chirurgica razionalis, seu observationes medico-chirurgicae, ratiociniis philosophicis illustratae. Eikas prima, continens affectus e faecibus alvinis pituita intestinali, ac sanguine male constitutis oriundos (1700)
- Dissertatio de medicina ad certitudinem mathematicam evehenda: continens certa hujus artis principia, & quomodo ex iis omnia mechanicale, & methodo mathematica demonstrari possint. In eä quoque habentur diversa, cum aliorum, tum maxime Cartesii & Newtoni de rebus philosophicis sententiae sic, ut justo cuilibet veritatis arbitro apparere queat, uter ex his viris acutissimis felicius rem actu tetigerit (1712)